# Eublemma quinarioides
Eublemma quinarioides är en fjärilsart som beskrevs av Emilio Berio 1945. Eublemma quinarioides ingår i släktet Eublemma och familjen nattflyn. Inga underarter finns listade i Catalogue of Life.